# Rogopag
Rogopag (originalment Ro.Go.Pa.G. però també "RoGoPaG") és una pel·lícula italiana del 1963 que consta de quatre segments, cadascun escrit i dirigida per un director diferent. Aquests inclouen el director francès Jean-Luc Godard (segment "Il nuovo mondo") i els directors italians Ugo Gregoretti (segment "Il pollo ruspante"), Pier Paolo Pasolini (segment " La ricotta") i Roberto Rossellini (segment "Illibatezza"). Ha estat doblada al català.
El títol de la pel·lícula és una abreviatura dels cognoms dels autors: Rossellini, Go'dard, Pa'solini, G' regoretti.

## Sinopsi

### Illibatezza
Illibatezza ("Cstedat") de Roberto Rossellini és la història d'una bella hostessa que crida l'atenció no desitjada d'un dels viatgersm un estatunidenc de mitjana edat. Per casualitat, els dos s'allotgen al mateix hotel. Té un promès a casa, a qui envia pel·lícules de 8 mm fetes amb la seva càmera. Aquestes mostren com, per fugir de les atencions coquetejadores no desitjades del viatger, l'únic que havia de fer era actuar d'una manera agressivament provocadora; la seva atracció sexual està alimentada per la timidesa amb la qual ella va intentar suportar inicialment els seus avenços.

### Il nuovo mondo
Il nuovo mondo de Jean-Luc Godard està ambientada a París i mostra una parella jove durant un curt període després de l'explosió de una bomba nuclear a 120 km sobre París. La ciutat no se'n veu afectada però l'home comença a notar canvis en el comportament de la gent en general i en el de la seva xicota en particular en el període posterior a l'explosió: p. ex. la seva incapacitat per mantenir una conversa coherent i una pèrdua de lògica. Ell mateix no està afectat, però no sap per què. Els mitjans de comunicació informen que l'explosió no ha tingut efectes secundaris negatius. L'home s'adona que això no és cert i decideix anotar les seves observacions.

### La ricotta
Dirigida per Pier Paolo Pasolini, La ricotta explica la història de la filmació d'una pel·lícula sobre la crucifixió de Jesucrist en un terreny erm lleugerament muntanyós prop d'una zona residencial. El personatge principal és un home senzill que interpreta un petit paper: un dels dos homes que van ser crucificats amb Crist, en particular aquell que demana a Crist que el porti al cel. Després de donar les seves pròpies racions a la seva dona i als seus fills, es troba amb gana. Disfressat amb roba de dona i una perruca cola algunes racions més. Abans de menjar-se-les, però, ha de filmar la seva escena i així l'amaga. Quan torna, però, descobreix que el gos que pertany a l'estrella de la pel·lícula ha trobat el seu amagatall. Posteriorment, ven el gos a un periodista i compra formatge i pa suficient per alimentar-se. Al final, mor per congestió gàstrica a la creu mentre filmava.
Quan el director de cinema (Orson Welles) és entrevistat per un periodista, l'informa com un home normal i conformista, dient-li que si hagués de morir ara mateix, seria un bon desenvolupament de la trama. Després llegeix al periodista el llibre de Pasolini titulat Mamma Roma.

### Il pollo ruspante
S'alternen dues escenes: la primera tracta d'una reunió en què veiem un senyor -que parla gràcies a un laringòfon- que llegeix el seu discurs, teclejat per una dona amb ulleres en una màquina estenogràfica, la nova manera de viure i atraure compradors a un producte; a la segona escena hi ha una família de 4 persones que cada cop segueix més la moda, deixant-se condicionar per la publicitat i les tendències, que els seus fills petits, apassionats de la publicitat televisiva, coneixen de memòria.
Un diumenge, el cap de família, és a dir, el senyor Togni, va de viatge amb la seva dona i els seus fills, en el seu Fiat 600. Durant el trajecte li molesta l'avançament d'altres cotxes. Aturant-se a una autogrill per esmorzar, compra als seus fills quincalles i dolços; aleshores, la família visita un terreny per comprar-hi la seva pròpia casa adossada, però el preu demanat és massa alt. Aleshores, els cònjuges discuteixen insatisfets; de tornada a casa Togni, humiliat i frustrat pels constants avançaments dels altres cotxes, fa una maniobra imprudent provocant un xoc frontal.

## Censura
Pier Paolo Pasolini per l'episodi La ricotta va ser condemnat per menyspreu a la religió però la pena de presó no es va complir a causa de l'amnistia d'intervenció; la pel·lícula va tornar a les pantalles amb canvis de so i alguns talls, així com la modificació del subtítol inicial i la consideració final d'Orson Welles, que originalment sonava "morir era la seva única manera de fer la revolució".
També es van substituir frases com «fora dels crucifixos!», que criden en seqüència els personatges del plató i del carrer i fins i tot un gos; petits talls també van determinar l'escurçament d'algunes seqüències considerades vergonyants, com la de l'orgasme de Stracci, lligat a la creu, davant del striptease de l'actriu que interpreta a la Magdalena i la del moment d'hilataritat goliàrdica que interromp la construcció de la deposició.

## Critica

### La ricotta
Alberto Moravia, en la seva crítica crítica de la pel·lícula per L'Espresso datada el 3 de març de 1963, va tenir paraules d'elogi per l'episodi rodat per Pasolini:
| « | Hem d'indicar que només s'aplica un judici a aquest episodi: genial!. No volem dir amb això que sigui perfecte o que sigui bonic; però s'hi troben les característiques del geni, és a dir, una certa qualitat de vitalitat que és alhora sorprenent i profunda. L'episodi de Pasolini té la complexitat, el nerviosisme, la riquesa de to i la varietat de nivells dels seus poemes; fins i tot es podria definir com un petit poema d'imatges cinematogràfiques. Tingueu en compte l'ús nou i atractiu del color i del blanc i negre. Orson Welles, en el paper del director estranger que es deixa entrevistar, ha creat hàbilment un personatge inoblidable | » |

Les escenes en color reprodueixen dos famosos quadres del segle XVI, el Davallament de la creu  de Rosso Fiorentino i el Transport de Crist de Pontormo.'

### Il nuovo mondo
En canvi, l'episodi rodat per Godard representa, juntament amb els posteriors Les Carabiniers i Le grand escroc, una mena de la seva "trilogia rosselliniana”. De fet, Godard ha estat un gran admirador del cineasta italià durant pràcticament tota la seva vida, però no el coneix personalment, i el mateix Rossellini desconfia d'ell; el mediador a la seva trobada és François Truffaut, que abans havia treballat amb ell com a ajudant de direcció. Quan al febrer de 1962 un periodista li pregunta a Godard si té un professor, una figura de referència, la resposta és: "No, o potser només un, per la seva voluntat d'independència: Rossellini.”
A la 23a Mostra Internacional de Cinema de Venècia el 1962, on va presentar Viure la seva vida, pel·lícula amb una altra estructura narrativa al llarg de les línies del Francesco, giullare di Dio rossellinià, Godard coneix el productor Alfredo Bini, que li proposa participar en una pel·lícula episòdica en col·laboració amb tres directors italians: Roberto Rossellini, Pier Paolo Pasolini i Ugo Gregoretti. Godard accepta i decideix filmar el seu episodi a la màxima velocitat, utilitzant actors poc coneguts però propers a la Nouvelle Vague: la canadenca Alexandra Stewart i Jean-Marc Bory. El rodatge acaba en un dia, el 24 de novembre de 1962 (la mateixa data que el diari L'Humanité pel qual el narrador s'assabenta de l'explosió atòmica).
El tema d'aquesta atípica pel·lícula de ciència-ficció es podria definir com "el feliç començament de la fi del món"; la inspiració ve al director de la lectura de la novel·la Soc llegenda de l'escriptor de ciència-ficció nord-americà Richard Matheson. El motiu que abdica del seu paper dominant i la representació ja continguda d'un futur proper de l'arquitectura futurista del París actual anticipant-se a l'ambientació de la següent Alphaville, une étrange aventure de Lemmy Caution, rodada dos anys més tard, així com les preses nocturnes, les llums que parpellegen, els cotxes que circulen indiferents pels carrers concorreguts.

## Reconeixements
- 1964 - Grolla d'oro
  - Millor direcció a Pier Paolo Pasolini[9]